# Батаев, Дена Карим-Султанович
Бата́ев Дена́ Карим-Султа́нович (род. 21 июня 1961, Ачхой-Мартановский район, Чечено-Ингушская АССР) — российский чеченский учёный, доктор технических наук, профессор, академик Академии наук Чеченской Республики, заслуженный деятель науки Чеченской Республики, заслуженный деятель науки Российской Федерации (2021).

## Биография
Родился в 1961 году в селе Орехово Ачхой-Мартановского района Чечено-Ингушской АССР. В 1979 году окончил Пригородненскую среднюю школу с золотой медалью. В 1984 году с отличием окончил строительный факультет Грозненского нефтяного института (ГГНИ; сейчас Грозненский государственный нефтяной технический университет имени академика М. Д. Миллионщикова, ГГНТУ).
В 1988 году в Московском институте нефти и газа имени И. М. Губкина защитил кандидатскую диссертацию «Оценка и повышение уровня безопасности монтажа и демонтажа колонной аппаратуры в нефтегазовой промышленности». В 2001 году защитил докторскую диссертацию «Материалы и технологии для ремонтно-восстановительных работ в строительстве».
В 1988—1990 годах работал главным технологом Чечено-Ингушского домостроительного комбината. В 1990—2002 годах — старший научный сотрудник, доцент, профессор кафедры «Строительное производство» ГГНИ. Затем в том же институте заведовал кафедрой «Экономика в строительстве и управление недвижимостью». Одновременно был директором Грозненского государственного института по проектированию предприятий нефтеперерабатывающей и нефтехимической промышленности.
В 2004—2006 годах — заместитель директора Комплексного научно-исследовательского института РАН (КНИИ РАН) по научной работе. С 2006 года — директор КНИИ РАН.
Является участником всероссийских конференций по проблемам восстановления и развития экономики и социальной сферы Чеченской Республики. Он также является одним из авторов концепции восстановления и развития строительства, промышленности строительных материалов и строительной индустрии Чеченской Республики. В 2002 году за цикл работ по технологии вяжущих веществ и бетонов награждён Большой медалью Российской академии архитектуры и строительных наук.
Заведует кафедрой экспертизы и управления недвижимостью ГГНТУ. Является членом Совета Региональной общественной организации «Интеллектуальный центр Чеченской Республики». Член диссертационных советов при Дагестанском государственном техническом университете и Ростовском государственном строительном университете.
Под его руководством защищены пять кандидатских и одна докторская диссертации. Является автором более 150 научных и научно-методических разработок, четырёх изобретений, шести научных монографий и одного учебного пособия по проблемам материаловедения и восстановительных работ в строительстве.

## Награды и звания
- «Заслуженный деятель науки Российской Федерации» (2021)[2];
- «Заслуженный деятель науки Чеченской Республики» (2007);
- медаль «За заслуги перед Чеченской Республикой» (2010);
- «Большая медаль Российской академии архитектуры и строительных наук»(2003)